# Кюри, Жак
Жак Кюри́ (фр. Jacques Curie; 29 октября 1856 — 19 февраля 1941) — французский физик, вместе с братом открыл пьезоэлектричество в 1880—1881 годах.

## Биография
Жак Кюри занимался исследованием кристаллов в минералогической лаборатории Сорбонны. В 1880 году Жак и Пьер Кюри обнаружили пьезоэлектрический эффект — образование электрических зарядов под действием давления в кристаллах сахара, турмалина, кварца, топаза и сегнетовой соли. В 1881 году они открыли противоположный эффект — деформацию кристаллов-пьезоэлектриков под действием электрического поля. Это позволило использовать кварц как преобразователь электрических колебаний в звуковые. Технические разработки пьезоэлектричества привели к созданию малогабаритных излучателей и приёмников ультразвука.
В 1883 году Жак Кюри переехал в Монпелье и занимался минералогией в университете. Умер 19 февраля 1941 года.